# Балаклава
 Тази статия е за града в Украйна.  За града в Австралия вижте Балаклава (Австралия).  
Вижте пояснителната страница за други значения на Балаклава.
Балакла́ва (на украински: Балаклава; на кримскотатарски: Balıqlava, Балыкълава) е бивш град и настоящ квартал на гр. Севастопол.

## География
Намира се на югозападното крайбрежие на Кримския полуостров. Населеното място е разположено край пристанище на тесния Балаклавски залив.

## История
През октомври 1854 година край Балаклава става Балаклавското сражение, един от сблъсъците по време на обсадата на Севастопол.
По времето на СССР е закрит град и военноморска база за ядрени подводници.
До 1957 г. Балаклава има статут на град. По-късно влиза в състава на Автономна република Крим.
Днес е част от Балаклавския район на Севастопол, въпреки че кварталът в действителност е териториално отделен от останалата част на града с няколко километра незастроено пространство.

## Име
Според една от версиите името на Балаклава произлиза от турски език и означава буквално „рибен чувал“. Наречена е така поради изобилието на риба и закътаността на залива от морски бури.

По друга версия названието идва от кримскотатарски език, на който изразът balıqlı ava дословно означава „рибно време“.
- Чембало
- Балаклава, 1830
- Английски военен лагер 1854 – 1855
- Подземен завод за атомна подводница.